# マリンネット
株式会社マリンネットは、PADIダイブセンターである福岡ダイビングショップ「オーシャンビュー」の運営会社。

## 沿革
1993年4月に、大堀貢が福岡県福岡市博多区上川端に設立。1999年1月に、天神に移転し、2003年2月にダイビング指導団体PADIより「カスタマーファースト営業賞」受賞。
2018年8月に、フィリピン政府観光省と「フィリピンナイト」を開催。
2019年2月に、旅行会社「ドリームオーシャン株式会社」設立。

## 主な商品・サービス
PADIダイビングライセンス取得
唐津、喜界島、ボホール島、アニラオで海洋講習を行う
ダイビング器材販売
ダイビングツアー
特にフィリピン（ボホール、セブ、ボラカイ島など）に強く、フィリピン政府観光省と協力してツアーを実施している。

## サークル
ビジネスフォーラム
京セラ名誉会長稲盛和夫氏の経営哲学の勉強会を実施している。
英会話
外国人スタッフとアメリカ人教師を招いて週3回行っている。
ボランティア活動
水中のゴミ掃除を行い、ダイビングの収益金はSOS子供の村に寄付をしている。